# Chiesa di Santa Maria del Trivio
La chiesa di Santa Maria del Trivio è un luogo di culto cattolico di Velletri, in provincia di Roma, nella Sede suburbicaria di Velletri-Segni.
Attestata a partire dal 1444, la chiesa sorge a fianco della trecentesca Torre del Trivio, perciò è presumibile che risalga almeno al XIV secolo. Nel 1494 vi venne eretta una nuova sagrestia, mentre nel 1505 venne distrutto il portico per allargare la strada antistante che risultava troppo angusta. Colpita da un fulmine nel 1622, l'antica struttura pericolante subì l'abbattimento in favore di un nuovo edificio progettato dall'architetto Carlo Maderno. I lavori terminarono nel 1759 ad opera di Carlo Murena, che diede al luogo di culto l'attuale aspetto. La vicina Torre del Trivio, concepita come torre campanaria, è una slanciata struttura tardo-romanica alta 50 metri e larga 5x5 metri, inaugurata il 15 aprile 1353. Originariamente unita alla vicina chiesa tramite una galleria sopraelevata, ne è stata divisa dopo i lavori del XVII secolo. L'attuale aspetto è dovuto ai lavori seguiti agli ultimi avvenimenti bellici e alla distruzione di Velletri del 1944.